# 奥南旧指録
奥南旧指録（おうなんきゅうしろく）は、南部家始祖光行の文治5年（1189年）糠部五郡拝領から、南部藩5代藩主信恩死去の宝永4年（1707年）までの歴代の事蹟を記している資料。